# César Imperial
César Imperial es una novela histórica escrita por Rex Warner en el año 1960. Es la continuación de El joven César, del mismo autor, y también narrada como una falsa autobiografía.

## Argumento
La historia comienza cuando Pompeyo y Craso llegan al poder, es decir son electos como cónsules debido a que gracias a Julio César forman una alianza contra sus enemigos. Igualmente Julio César hace un recuerdo en general de todo lo que ha vivido y de sus añoranzas a un futuro. También relata la estrecha relación que tiene con Pompeyo por estar casado con su hija así como un breve relato de los apoyos que le dio Craso en su momento y que le ayudó a llegar a donde el ahora estaba. De igual manera relata como sus enemigos se fueron al destierro entre ellos cicerón. Por último concluye que el consulado de Craso y Pompeyo se deja en manos de sus amigos para así perpetuar el poder.
Julio César es a la provincia de las Galias como gobernador, en ese momento la provincia solo era una porción de todas las Galias, solo era la parte apegada a los Alpes. La tribu de los Helvecios iba a mudarse de lugar de asentamiento, así que, pide permiso para pasar por el suelo romano, a lo cual Julio César se los niega y los Helvecios deciden pasar por una ruta larga que pasaba por el país de los Sécuanos en la cual un noble de nombre Dumnorix les estaba ayudando; pero había eduos que no estaban de acuerdo con la decisión de Dumnorix, así que le piden ayuda a Julio César para que expulse a los Helvecios, él acepta y recluta tropas para ir a socorrer a los eduos. Una vez ahí nota que el país está fragmentado en dos posturas (una antirromana y otra prerromana) en la cual se apoya en una para poder ganarle a los Helvecios; César se va familiarizando con su ejército y se va ganando su confianza así que al momento en el cual libra la primera batalla contra los Helvecios les gana y los derrota.
Tras triunfar contra los Helvecios decide César se entera de que en las tribus galas hay una que trajo la ayuda de mercenarios Germanos para protección pero que ellos han empezado a tomar poder y se han vuelto en contra de la tribu que los contrató y que está saqueando las tribus aledañas. Así que César decide reunir a los jefes de las tribus y proponerse él como el protector de las Galias con el pretexto de sacar a los Germanos quienes están bajo el mando de Ariovisto.
Decide Julio César ir contra Ariovisto pero su ejército esta con cierto miedo de ir en contra de los germanos porque había rumores y su reputación les precedía; pero César astutamente los inspiró y los alentó para poder ir con todas sus fuerzas contra los germanos y finalmente los vencieron.
César influyó en varias de las tribus galas para que los nuevos reyes estuvieran a favor de los romanos consolidando así el dominio romano sobre toda la zona de las Galias. Debido a tal ocupación militar y política varias tribus galas pidieron ayuda a los belgas por lo que César emprende una expedición contra la tribu de los Nervios quienes a pesar de tender una emboscada a los ejércitos romanos y estuvieran a punto de ganarle a Julio César fueron derrotados por este y vendidos como esclavos.
Mientras tanto en Roma Pompeyo y Craso empiezan a tener fracturas, debido a que un subyugado de César empieza a hacer ruido a las acciones de Pompeyo, y Craso no hace nada para evitarlo. De igualmente forma César narra un poco de la historia de los dos sobre todo la influencia de su hija sobre Pompeyo. Así que César decide hablar con los dos y conciliarlos creando un plan a futuro en la cual los dos serán cónsules de nuevo (en la cual César enviará a sus soldados a votar), fortaleciendo así la alianza y creando un plan en la cual cada uno de los tres tendrá lo que quiere (César seguirá conquistando en el este, Craso conquistará el oeste y Pompeyo tendrá un ejército).
Después de esa reunión César regresa a las Galias en la cual se propone ir a britania pero debido a una rebelión de una tribu gala que era muy buena en las batallas en el mar, hasta que a través de un ingenio de un soldado de las tropas romanas vencen a la flota gala. La primera incursión a la isla de britania es muy breve debido a que ya se estaba acabando la estación para las campañas sin una ganancia en específico.
Después al año siguiente y debido a las invasiones Germanas, César decide ir a defender la frontera norte y como tarda un tiempo en derrotar a los germanos la segunda incursión a la britania es muy rápida ganando a las tribus de las islas pero sin las riquezas que él y sus tropas esperaban. También se entera del fallecimiento de su hija esposa de Pompeyo.
Debido a un percance César decide quedarse en las Galias en el invierno, distribuyendo a su ejército por todas las tribus, pero comienza a haber levantamientos en muchas tribus y una de sus legiones es derrotada en una emboscada así como otras dos legiones dirigidas por Cicerón y Labieno están en sitio. Al enterarse de esto César que está en el centro de la provincia decide ir a ayudarlos.
Por suerte logra llegar a tiempo para salvar a Labieno que se encontraba en sitio y juntos logran ir en auxilio de Cicerón que también se encontraba sitiado; Julio César se impresionaba que los galos insurrectos habían adquirido rápidamente el modo y las estrategias militares de los romanos pues en el sitio a Cicerón estaban usando armas de asedio, como las torres, que usaban los romanos en sus asedios.
Posteriormente de ayudar a Cicerón y a Labieno recorre la provincia para someter a las tribus levantadas reúne a todos los jefes de todas las tribus de las Galias para que frente a sus ojos dar un escarmiento a aquellos que se levanten en contra de él y de Roma.
Acto seguido decide pasar el invierno en la parte sur de las Galias al otro lado de los Alpes no sin antes distribuir su ejército en toda la provincia; una vez que Julio César está al sur de la provincia se entera de que sus enemigos irreconciliables nombran como su jefe a Pompeyo quien no deja de ser vanagloriado como el mejor general de toda Roma y comienza a distanciarse del propio Julio César.
En aquel invierno ocurre otra rebelión propiciada por la tribu de los avernios, liderada por Vercingetorix; que comienza a unir a las demás tribus (uniéndolos por las buenas o a través de amenazas) en un movimiento nacionalista para expulsar a los romanos de las Galias, dirigiéndose hacia el centro de la provincia a la parte de la tribu de los eduos para convencerlos de que se uniesen a él y su movimiento nacionalista, por otro lado Vercingetorix envía tropas para atacar las Galia romana, ubicadas al sur, el problema radica en que esta parte estaba desprovista de ejército para defenderse. Al enterarse Julio César, decide ir a defender la Galia romana con el poco ejército que tenía, preparando una fortificación y dejando parte de su ejército. Y dirigiéndose hacia la tribu de los avernios (hacía esta acción para hacer que Vercingetorix no le quitara el principal apoyo que eran los eduos, de manera que Vercingetorix al ver su tribu atacada tendría que regresar y dejar a los eduos en paz, pero el problema estaba en que la tribu de los avernios estaba cruzando unas montañas que en invierno se creían impenetrables), de manera que con mucho trabajo logró pasar las montañas y consiguió llamar la atención de Vercingetorix a través del saqueo de su tribu, ya que el enemigo se estaba acercando decide retirarse para ir con los eduos. El apoyo de estos estaba por desaparecer puesto que había muerto el jefe de esa tribu así que el nuevo jefe al inicio le es fiel a Julio César pero después se pasa al bando contrario. La mayoría de las tribus estaban ya con Vercingetorix y Julio César empezaba a verse derrotado así que decide concentrar todo su ejército, comprar una caballería de mercenarios germanos y retirarse a la Galia romana debido a que les habían cortado los suministros; Vercingetorix nunca había utilizando muy bien a su caballería, por eso estaba triunfando y al ver la retirada de Julio César decide tener un enfrentamiento final para derrotarlo de manera definitiva pero en medio de la batalla Julio César le da un revés derrotando a su caballería por lo cual Vercingetorix decide retirarse a Alesia donde comienza un duro sitio, Vercingetorix decide enviar a unos cuantos soldados por ayuda de las demás tribus para cerrar a doble fuego a Julio César pero este resiste y logra derrotar a los galos, una vez que se rinden decide otorgar el perdón a muchos de los jefes galos pero a Vercingetorix lo ejecuta. Y comienza a pacificar los pocos levantamientos que aún seguían pero ya no resultaba un peligro.
En tanto decide comenzar su candidatura para ser cónsul, en ese tiempo sus enemigos estaban ocupando el consulado por lo cual empezaba a tener problemas, porque el senado le pide que deje sus tropas y la gobernatura de las Galias (para así su enemigos poder negarle la candidatura y poder desterrarlo), a lo cual Julio César pide que él lo hará hasta que Pompeyo deje también su ejército que estaba en Hispania (a pesar de que Pompeyo estaba en Roma) ante la negativa de sus enemigos estos deciden tomar a Julio César como un enemigo de Roma por lo cual Pompeyo con dos legiones empieza a reclutar más ejército en toda Italia para ir en contra de Julio César; este al ver la situación decide ir con una legión hacía roma y pronto se le incorporarían más legiones provenientes de las Galias, sus acciones son no derramar la sangre de sus hermanos por lo cual al ir conquistando las ciudades que están entre él y Roma decide perdonar a sus enemigos, poco después sufre una traición por parte de su amigo Labieno que se pasa al otro lado. Pompeyo rechaza varias veces reunirse con Julio César para llegar a un acuerdo y al ver la inminente victoria de Julio César decide retirarse junto con una parte del senado y los enemigos irreconciliables al oriente y a África.
Julio César tiene dos peligros inminentes la flota que Pompeyo poseía y sus ejércitos en Hispania, así que trata de conseguir apoyo del senado y de Cicerón pero estos se lo niegan, por lo que Julio César decide proteger los lugares que abastecían a Roma dejando a Curión a cargo de Sicilia y después Julio César personalmente iría hacia Hispania en su camino sitia Marsella y deja el sitio a cargo de Décimo Bruto. Llega a Hispania donde de manera pacífica derrota a los ejércitos de Pompeyo (que estaban a cargo de Afranio y Petreyo) y perdona a sus enemigos irreconciliables que se van al oriente donde estaba Pompeyo. Una vez que aseguró Hispania se entera de que el sitio de Marsella tuvo éxito pero que Curión había perecido en África, Julio César logra ser dictador de Roma por los meses que quedaban del año al estar en Roma se entera de que los ejércitos que había dejado en Hispania se amotinan debido a que consideraban injusto no poder saquear y obtener riquezas como lo habían hecho en las Galias.
Acto seguido Julio César decide ir a Hispania para aplacar a las tropas amotinadas y utilizando la política logra obtener de nuevo el apoyo de sus soldados, castigando con pena de muerte a los que iniciaron el movimiento.
Julio César logra reunir todas sus tropas en Italia y decide partir para Grecia atravesando el peligroso mar que era custodiado por la flota del ejército de Pompeyo; de pura suerte logra Julio César cruzar con pocos batallones quedando el resto aislado en Italia. En Grecia comienza a conquistar puertos pero le es insuficiente porque tiene bajos recursos para mantener a sus tropas; después logra pasar el resto de sus ejércitos por el mar y decide sitiar la ciudad en la que Pompeyo se encontraba. Tras mucho tiempo de estar sitiada la ciudad le es más difícil mantener a Julio César sus tropas por lo que decide mandar parte de su ejército al centro de Grecia, Pompeyo decide atacar a Julio César obteniendo una victoria sobre este, por lo que Julio César se retira hacia la Grecia central para reunirse con el resto de su ejército. Tiempo después Pompeyo y julio César se vuelven a encontrar esta vez Pompeyo está muy confiado de su victoria por varios factores que tiene a su favor pero en la batalla resulta derrotado porque César utiliza de manera muy favorable a sus cohortes derrotando la caballería de Pompeyo y dejando expuesto uno de sus flancos y obteniendo de esta manera la victoria.
Pompeyo huye de gracia por vía marítima y en dirección a Egipto, mientras tanto Julio César lo persigue por vía terrestre y va uniendo más ciudades a su causa, entre ellas Rodas, que es una importante ciudad marítima y que le promete aportar con más barcos para su campaña.
Al llegar Julio César a Egipto se encuentra con una ciudad dividida entre dos faraones Cleopatra y Ptolomeo. Al ser recibido le dan como presente la cabeza de Pompeyo y le sugieren que deje la ciudad, ante esto Julio César se propone resolver el conflicto de los dos hermanos y vengar la traición que le hicieron a Pompeyo. Al ser juez de las negociaciones declara que los dos deberán de reinar juntos pero los otros príncipes junto con los consejeros de Ptolomeo deciden atacar Alejandría so pretexto de que Julio César tiene como rehén a Ptolomeo, tras un duro sitio César deja ir a Ptolomeo quien decide seguir el asedio. Julio César logra traer ejércitos de las demás provincias y derrota a Ptolomeo y a los consejeros.
Después de eso emprende una campaña contra Farsalia en la cual la batalla es muy corta y lo derrota rápidamente.
Posteriormente César decide ir tras los demás partidarios de Pompeyo empezando en África en donde usa solo ejército recién reclutado porque sus veteranos se habían amotinado otra vez y tras reconciliarse los castiga ausentándolos de la campaña a África. En la batalla logra derrotar y matar a varios partidarios pero los hijos de Pompeyo y Labieno huyen para Hispania. Mientras tanto Julio César decide ir en contra de Catón (otro partidario de Pompeyo) quien para evitar ser humillado con el perdón que Julio César le daría, Catón decide suicidarse quedando como un mártir entre el pueblo romano.
Después de derrotar a todos los enemigos que estaban en África decide hacer una ceremonia por sus tantas victorias y recompensar a todos los que le habían ayudado, a pesar de todo Julio César sigue perdonando a sus enemigos y logra ser nombrado dictador vitalicio.
Decide poner a su ejército en contra de Labieno y los hijos de Pompeyo quienes tratan de aplicar la misma estrategia con la Julio César le ganó a Pompeyo, solo que a ellos no les sale y son derrotados por julio César.
Tras derrotar a sus enemigos en Hispania Julio César se propone muchas cosas entre estas está la de ser rey (pero el pueblo y muchos de sus partidarios no comparten esa opinión) a modo que decide cambiar la palabra rey por César y para fundamentar esa proposición propone una campaña en contra de Partia, y es justo que reúne al senado para que sea llamado rey en el extranjero. Antes de esa sesión con el senado (que es el momento en el que lo matan) Julio César reflexiona sobre todo lo que hizo y menciona lo que piensa de sus amigos entre ellos: esta el joven Octavio al que ve como su sucesor, Cicerón lo ve como a un idealista y como un convenenciero al cual sabe que le irá mal si el gobierno cambia de manos súbitamente, marco Antonio lo ve como un ser que trabaja poco y se embriaga mucho.
- Datos: Q5796253